# Catops neglectus
Catops neglectus är en skalbaggsart som beskrevs av Ernst Gustav Kraatz 1852. Catops neglectus ingår i släktet Catops, och familjen mycelbaggar. Arten är reproducerande i Sverige.